# Vilde Ingstad
Vilde Mortensen Ingstad (Oslo, 18 december 1994) is een Noorse handbalspeler die lid is van het Noorse nationale team.

## Carrière

### Club
Vilde Ingstad begon in 2002 met handbal bij Nordstrand IF. Vanaf het seizoen 2014/15 speelde de cirkelloopster voor Oppsal IF. In de zomer van 2016 stapte ze over naar de Deense eersteklasser Team Esbjerg. Met Team Esbjerg won ze het Deense kampioenschap in 2019 en 2020 en de Deense beker in 2017 en 2021. In 2023 maakte ze een transfer naar CSM București.

### Nationaal team
Vilde Ingstad speelde 26 wedstrijden voor het Noorse jeugdteam en 34 keer voor het nationale juniorenteam. Met deze nationale teams nam ze deel aan het wereldkampioenschap U-18 2012, het Europees kampioenschap U-19 2013 en het wereldkampioenschap U-20 2014. Ze won de bronzen medaille bij het WK U-18 in Montenegro in 2012. Ze debuteerde op 9 oktober 2014 in de Noorse nationale ploeg in een wedstrijd tegen Brazilië. Ingstad won gouden medailles met Noorwegen op de Wereldkampioenschappen 2015, 2016 Europese Kampioenschappen en 2021 Wereldkampioenschappen, evenals zilveren medailles op de Wereldkampioenschappen 2017.